# Harperopsis
Harperopsis is een geslacht van uitgestorven kreeftachtigen uit de klasse van de Ostracoda (mosselkreeftjes).

## Soorten
- Harperopsis bicuneiformis (Harper, 1947) Siveter, 1978 †
- Harperopsis decorata (Jones, 1855) Jones & Siveter, 1983 †
- Harperopsis scripta (Harper, 1947) Jones & Siveter, 1983 †